# 氟氧头孢
氟氧头孢（英語：Flomoxef，INN) 是一種頭孢菌素類的抗生素，屬於氧頭孢烯（頭孢烯中不飽和六元環的硫原子被氧厡子取代）以及四唑類藥物，由鹽野義製藥研發。
氟氧头孢曾被分類為第二代及第四代的頭孢菌素。
1988年時，此藥物獲准醫療使用，商品名稱氟黴寧（Flumarin）。